# Memprechtshofen

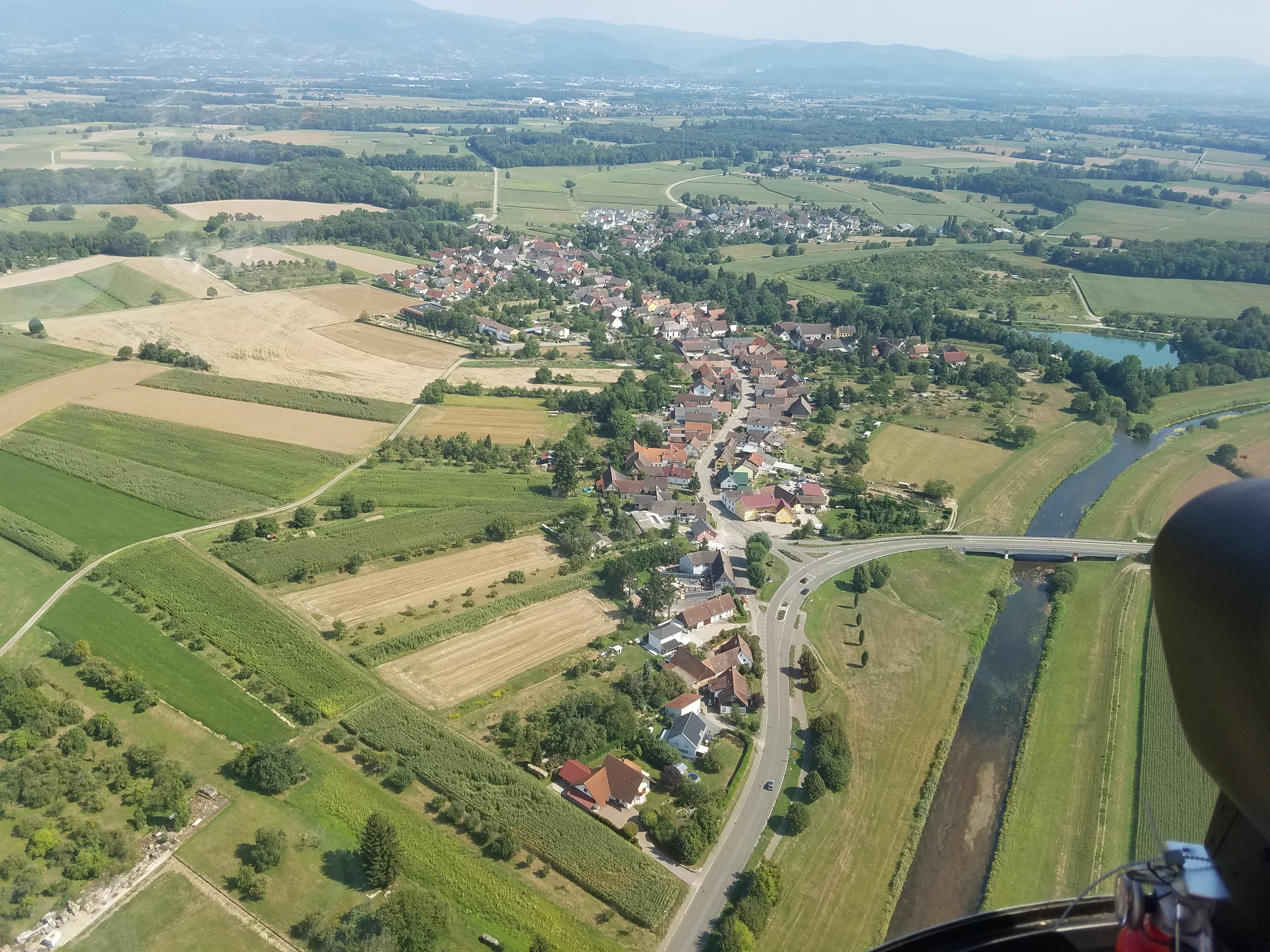
Luftaufnahme von Memprechtshofen von Nordwesten aus

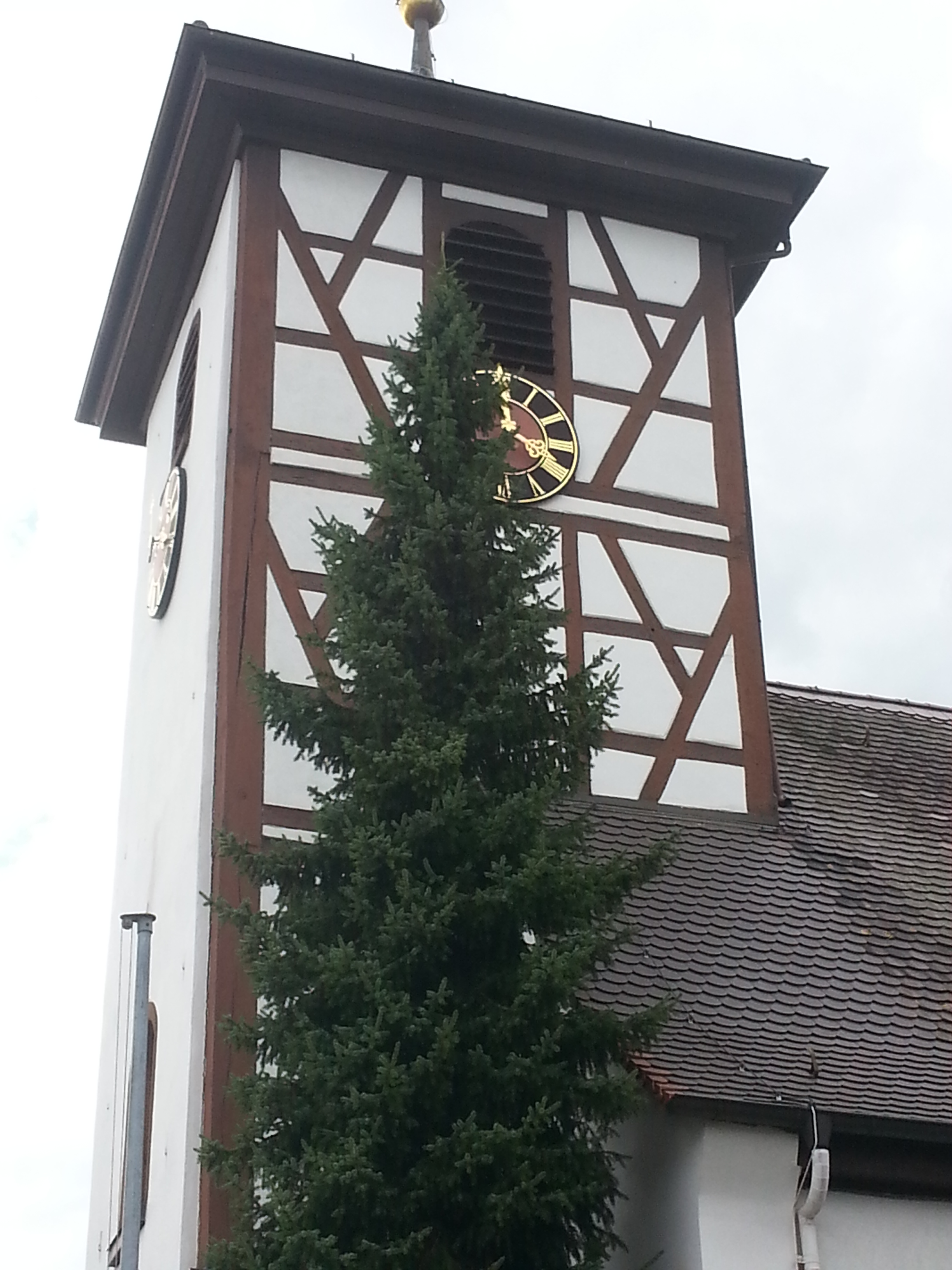
Fachwerkturm der Kirche Memprechtshofen

Memprechtshofen ist ein Ortsteil der Stadt Rheinau (Baden). Er liegt nah am Rhein und unweit der Grenze zu Frankreich.

## Geografie
Ursprünglich war Memprechtshofen ein typisches Straßendorf. Dies änderte sich erst mit der Bebauung östlich des alten Dorfkerns nach dem Zweiten Weltkrieg.
Nachbarsiedlungen sind die Rheinauer Ortsteile Freistett (SW), Helmlingen (NW), sowie der zu Lichtenau (Baden) gehörende Ortsteil Muckenschopf (N) und der zu Achern gehörende Ortsteil Gamshurst (O).

## Geschichte

### Mittelalter
Die älteste erhaltene Erwähnung der Wüstung Renchenloch, die auf dem heutigen Maierhof lag, stammt von 1279, die älteste erhaltene Erwähnung von Memprechtshofen selbst aber erst 1342 als Meimbrechtshouen. Quergen war eine weitere Siedlung in der heutigen Gemarkung von Memprechtshofen und lag im Bereich des heutigen Panzergrabenehrenmals. Renchenloch, Quergen und Memprechtshofen bildeten eine Bauernschaft. Die Siedlung Memprechtshofen lag im Amt Lichtenau der Herrschaft Lichtenberg. Es war allodialer Besitz, Vorbesitzer sind nicht feststellbar. 1335 nahmen die mittlere und die jüngere Linie des Hauses Lichtenberg eine Landesteilung vor. Dabei fiel das Amt Lichtenau – und damit Memprechtshofen – an Ludwig III. von Lichtenberg, der die jüngere Linie des Hauses begründete.
Anna von Lichtenberg (* 1442; † 1474) war als Tochter Ludwigs V. von Lichtenberg (* 1417; † 1474) eine von zwei Erbtöchtern mit Ansprüchen auf die Herrschaft Lichtenberg. Sie heiratete 1458 den Grafen Philipp I. den Älteren von Hanau-Babenhausen (* 1417; † 1480), der eine kleine Sekundogenitur aus dem Bestand der Grafschaft Hanau erhalten hatte, um sie heiraten zu können. Durch die Heirat entstand die Grafschaft Hanau-Lichtenberg. Nach dem Tod des letzten Lichtenbergers, Jakob von Lichtenberg, eines Onkels von Anna, erhielt Philipp I. d. Ä. 1480 die Hälfte der Herrschaft Lichtenberg. Die andere Hälfte gelangte an seinen Schwager, Simon IV. Wecker von Zweibrücken-Bitsch. Das Amt Lichtenau gehörte zu dem Teil von Lichtenberg, den die Nachkommen von Philipp und Anna erbten.

### Frühe Neuzeit
Graf Philipp IV. von Hanau-Lichtenberg (1514–1590) führte nach seinem Regierungsantritt 1538 die Reformation in seiner Grafschaft konsequent durch, die nun lutherisch wurde. Die Abtei Schwarzach besaß in Memprechtshofen einen Dinghof, der 1544 an einen Privatmann verkauft wurde.
Nach dem Tod des letzten Hanauer Grafen, Johann Reinhard III., 1736 fiel das Erbe – und damit auch das Amt Lichtenau mit Memprechtshofen – an den Sohn seiner einzigen Tochter, Charlotte von Hanau-Lichtenberg, Landgraf Ludwig (IX.) von Hessen-Darmstadt.
Unter den zahlreichen Kriegen des 17. Und 18. Jahrhunderts litt Memprechtshofen durch seine Lage an einer Heerstraße immer, zum Beispiel bei der Einquartierung französischer Truppen am 20. April 1797 unter General Jean-Claude Moreau.

### Neuzeit
Mit dem Reichsdeputationshauptschluss wurde das Amt und Memprechtshofen 1803 dem neu gebildeten Kurfürstentum Baden zugeordnet. Zum 26. November 1809 wurde Memprechtshofen aus der Bauernschaft herausgelöst und eine selbständige Gemeinde. Im 19. Jahrhundert gab es eine starke Auswanderung, überwiegend in die USA. Gleichwohl nahm die Wohnbevölkerung stetig zu.
In der Endphase des Zweiten Weltkriegs, besonders bei dem Kampf um den Panzergraben am 14. April 1945, wurde auch der Ort schwer in Mitleidenschaft gezogen.
Am 1. Juli 1971 wurde Memprechtshofen nach Freistett eingemeindet und verlor seine Selbständigkeit wieder. Bis zum 1. Januar 1973 war Memprechtshofen (zuletzt als Stadtteil Freistetts) Teil des Landkreises Kehl, bis dieser infolge der Kreisreform aufgelöst wurde. Seit dem 1. Januar 1975 gehört es zur Stadt Rheinau.

## Wappen
Das Wappen besteht aus einem goldenen Posthorn mit zwei silbernen Quasten auf blauem Schild. Es fand sich auf verschiedenen Marksteinen von 1737 bis 1752. Die Farbgebung erfolgte 1912.

## Wirtschaft und Infrastruktur

### Bildung
Memprechtshofen verfügt über eine Pestalozzischule Förderschule. Die Förderschule ist zwischenzeitlich geschlossen und steht leer (Stand 2018). Die Grundschüler gehen auf die Grundschule Helmlingen.

### Verkehr
Das Dorf liegt direkt an der Landesstraße 75 und die K5372 zieht sich durch das ganze Dorf. Memprechtshofen hat eine Busanbindung mit drei Bushaltestellen.

## Sehenswertes
- zahlreiche Fachwerkhäuser
- Kirche mit Fachwerkturm
- Geschichts- und Naturlehrpfad
- Panzergrabenehrenmal
- Alte Mühle am Fluss Rench mit Stauwehr
- Barfußpfad

## Persönlichkeiten
- Karl Christian Heyler (1755–1823), Pädagoge, Altphilologe, Publizist und Fachautor, von 1793 bis 1803 lutherischer Pfarrer in Memprechtshofen